# Shay Bench
Shay Bench est un woreda du sud-ouest de l’Éthiopie situé dans la zone Bench Sheko de la région Éthiopie du Sud-Ouest. Peuplé de 118 282 habitants en 2007, ce district reprend la partie orientale de l'ancien woreda Bench. La ville de Siz s'en détache récemment pour former un district urbain.
Comme toute la zone Bench Sheko, il fait partie de l'ancienne zone Bench Maji de la région des nations, nationalités et peuples du Sud jusqu'à la fin des années 2010 et passe dans la région Éthiopie du Sud-Ouest en 2021.

## Origine et nom
Issu d'une première subdivision[Quand ?] de l'ancien woreda Bench, le district existe au moins depuis le début des années 2000 sous le nom de Shewa Bench, Shay Bench, ou She Bench[réf. souhaitée].
Son centre administratif peut lui-même s'appeler Shay Bench,, Shewa Ghimira, Shoa Ghimirra, Size ou Siz,.
L'ancien woreda Bench, recentré autour de Mizan Teferi du fait du détachement de Shay Bench, se partage finalement entre Debub Bench, Semien Bench et Mizan Aman avant le recensement de 2007,.

## Situation
Situé à l'extrémité orientale de la zone Bench Sheko, Shay Bench est limitrophe des zones Keffa et Mirab Omo.
| Semien Bench | Chena      |                |
| Debub Bench  | Shay Bench |                |
|              |            | Meinit Goldeya |

## Population
Le recensement national de 2007 fait état d'une population de 118 282 habitants dans le district dont 4 % de citadins qui sont les 4 415 habitants du centre administratif.
En 2022, la population est estimée sur le même périmètre à 160 031 personnes avec une densité de population de 285 personnes par km2 et 561 km2 de superficie,.
Le district perd toutefois 6,5 km2 au début des années 2020 au bénéfice du nouveau district urbain formé par son centre administratif, Siz.